# Releasekandidat
En releasekandidat (leveransversionkandidateng: release candidate, förkortat RC) eller gammaversion som det också kallas, är ett begrepp som används av vissa programvaruleverantörer för en nästan klar version av en programvara. Alla funktioner till den slutliga releasen är med och bara några buggar återstår. 
En RC föregås av en betaversion och följs av en slutlig release. Det händer att RC-stadiet hoppas över och att det slutliga programmet släpps efter betaversionen.